# Hana-Rawhiti Maipi-Clarkeová
Hana-Rawhiti Kareariki Maipi-Clarkeová (* 21. září 2002) je novozélandská politička, členka strany Te Pāti Māori.
Pochází z rodu maorských náčelníků, mezi jejími předky byli poslanec a ministr Wi Katene a lidskoprávní aktivistka Hana Te Hemara. V sedmnácti letech vydala knihu o maorském lunárním kalendáři maramataka a jeho využití v léčitelství. Měla projev před wellingtonským sídlem parlamentu během týdne maorštiny v roce 2022. Označuje se za mluvčí generace kohanga reo, mladých Maorů hlásících se o svá práva.
Ve volbách konaných v říjnu roku 2023 byla zvolena do Sněmovny reprezentantů za obvod Hauraki-Waikato a stala se nejmladším novozélandským poslancem od roku 1853. Zaujala svým prvním poslaneckým projevem, který přednesla v maorštině a uvedla ho hakou. Vystoupila s ostrou kritikou vlády Christophera Luxona za její přístup k domorodým obyvatelům. Navrhla také snížení věkové hranice pro aktivní volební právo na šestnáct let.